# Snittingdammen
Snittingdammen är en kvarndamm, belägen i Bräkneån i Blekinge. Historiskt har det funnits kvarnverksamhet där sedan 1600-talet. År 1947 höjdes dammen ytterligare en meter varefter den elektrifierades med en generator. 
Det byggdes en laxtrappa 1972 som inte fungerar. Under tidigt 2000-tal upptäcktes sprickor i dammkonstruktionen som ännu inte har åtgärdats.
Dammen revs akut ca 2022 på grund av sprickorna i konstruktionen. Diskussion följde av vad som bör ske med området. Bräkneån återgick snabbt till sin ursprungliga fåra som blev väl synlig då dammen revs.